# Iñigo Cabo Maguregui
Alberto Iñigo Cabo Maguregui (Bilbao, Biscaia, 4 d'abril de 1970), conegut com a Iñigo Cabo, és un artista plàstic, pintor i escultor contemporani espanyol.

## Biografia
Es va llicenciar en Pintura i Audiovisuals en la Universitat del País Basc en 1995 i després es va formar en la Universitat de les Arts de Berlín de Berlín on va obtenir un Màster en multimèdia sota la direcció de Rebecca Horn. En 2017 va obtenir el Doctorat en Belles arts en la Universitat del País Basc amb una tesi sobre la "discontinuïtat artística i el sense-sentit".
A més ha impartit docència en la University College de Londres, Universitat de Denison, Universitat de la Sorbona, i des de 2013 és professor universitari en la Universitat del País Basc.
Va néixer i va créixer a Bilbao en una família de set fills, ell és el menor. La seva germana és la sindicalista Loreto Cabo. El polític Ibon Cabo és el seu nebot. L'historiador i professor Borja Cabo és també el seu nebot.